# Seine

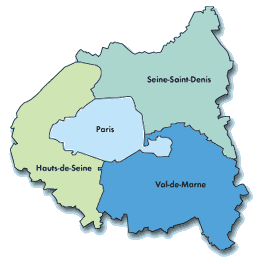
Obecny podział departamentu Seine

Departament Sekwany lub Sekwana (fr. département de la Seine) – istniejący w latach 1790–1968 francuski departament z siedzibą w Paryżu. Nosił on numer 75. Departament utworzono 4 marca 1790 roku pod nazwą departamentu Paryża (fr. département de Paris). W 1795 roku ostatecznie przemianowano go na Departament Sekwany (fr. département de la Seine).
Od 1929 do jego zniesienia w 1968 r., departament obejmował miasto Paryż (które było jednocześnie prefekturą departamentu) oraz 80 otaczających go gmin.
Departament Sekwany obejmował ok. 480 km², z czego 22% stanowiło terytorium Paryża.
W 1968 r. departament został podzielony na cztery mniejsze:
- Paryż,
- Hauts-de-Seine,
- Sekwana-Saint-Denis,
- Dolina Marny.